# Квам
Квам (норв. Kvam) — коммуна в губернии Хордаланн в Норвегии. Административный центр коммуны — город Нурхеймсунн. Официальный язык коммуны — нюнорск. Население коммуны на 2007 год составляло 8210 чел. Площадь коммуны Квам — 615,93 км², код-идентификатор — 1238.

## История населения коммуны
Население коммуны за последние 60 лет.